# Stenopogon schisticolor
Stenopogon schisticolor är en tvåvingeart som beskrevs av Gerstaecker 1861. Stenopogon schisticolor ingår i släktet Stenopogon och familjen rovflugor. Inga underarter finns listade i Catalogue of Life.